# Pedro Nunes de Gusmão, adiantado-mór de Castela
Pedro Nunes de Gusmão (?– depois de 1268) Foi um nobre medieval do Reino de Castela pertencente à poderosa Casa de Gusmão, localizada no Reino de Castela e Leão da província de Burgos, e senhor de Derruña e de San Roman. Foi também adiantado-mór de Castela. 

## Relações familiares
Foi filho de Guilhén Peres de Gusmão(?- 1233) e de Maria Gonçales Girão filha de Gonçalo Rodrigues Girão, senhor de Carrión de los Condes e Autillo de Campos e de Sancha Rodrigues.
Casou por duas vezes, a primeira com Urraca Afonso filha ilegítima do rei Afonso X de Castela, “o Sábio” de quem teve:
1. Pedro Nunes de Gusmão, senhor de Brizuela e Manzanedo casado com Maria de la Cerda, senhora de Gibraleón;
2. Inês de Gusmão casada com Gonçalo Peres Martel.

O segundo casamento foi com Teresa Rodrigues Brizuela, de quem teve:
1. Álvaro Peres de Gusmão, alcalde-mor de Sevilha e casado com Maria Girão filha de  Gonçalo Rodrigues Girão,  mestre da Ordem de Santiago e dBerengária Martines.

Fora do casamento teve:
1. Afonso Peres de Gusmão (24 de janeiro de 1256 -?) que foi o 2.º senhor de Sanlucar de Barrameda e casado com Maria Afonso Coronel, filha de Fernando Gonçalves Coronel e de Sancha Vasques da Cunha.